# میا مارتینی
میا مارتینی (به انگلیسی: Mia Martini) (زاده ۲۰ سپتامبر ۱۹۴۷-درگذشته ۱۲ می ۱۹۹۵) خواننده ایتالیایی بود.
او نماینده ایتالیا در یوروویژن ۱۹۷۷ و یوروویژن ۱۹۹۲ بود.

## نگارخانه

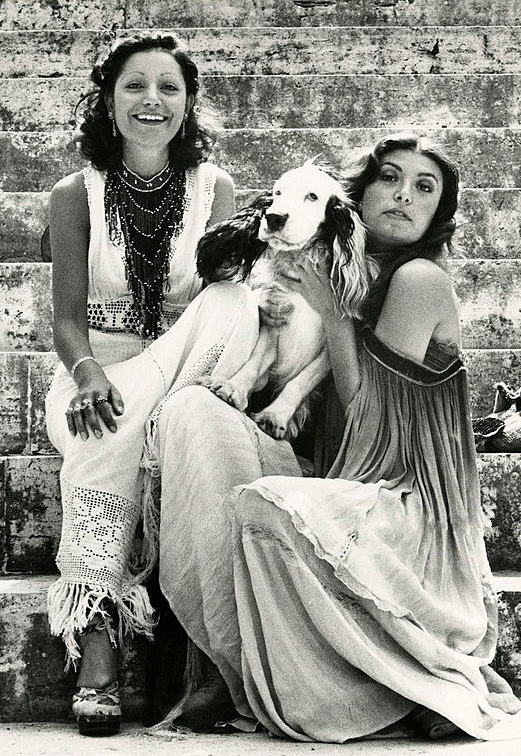
میا مارتینی همراه لوردانا برته
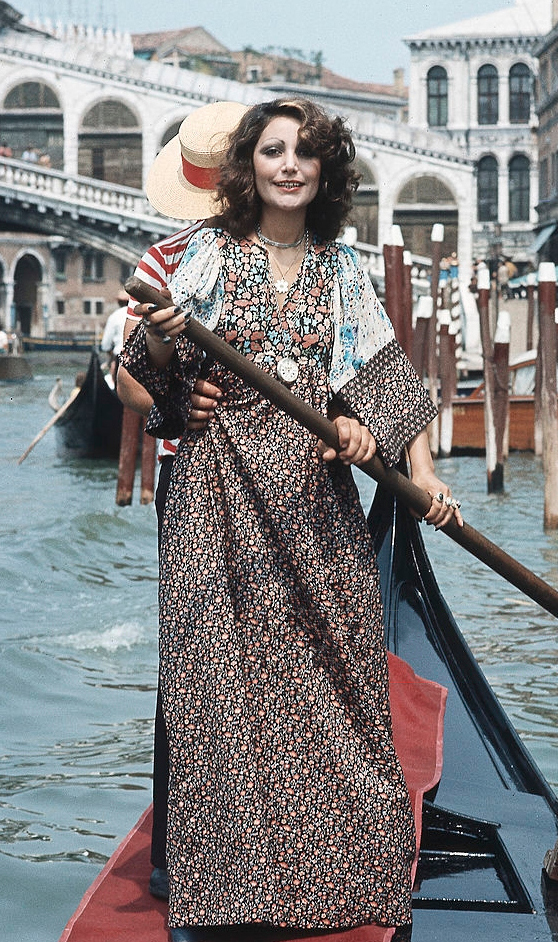
میا مارتینی در سال ۱۹۷۳
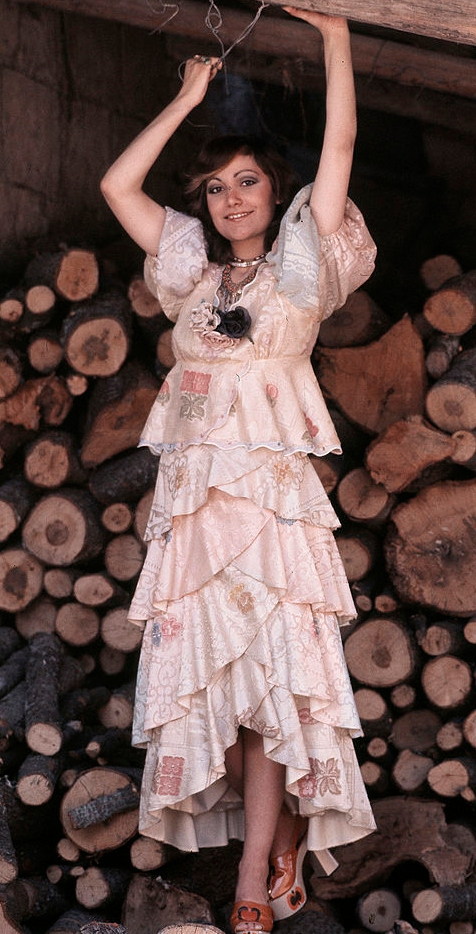
میا مارتینی در سال ۱۹۷۳
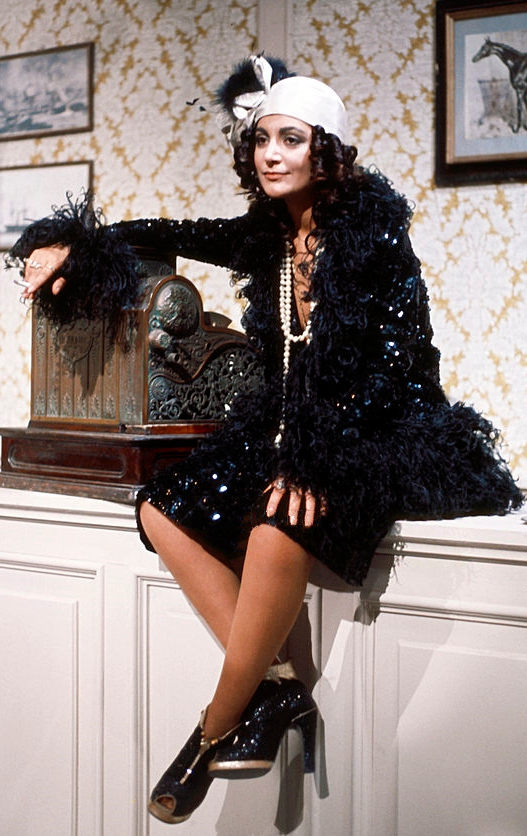
میا مارتینی در سال ۱۹۷۵